# Kasteel van Mequinenza
Het Kasteel van Mequinenza is een intact paleis-kasteel bovenop een heuvel die de samenvloeiing van de rivieren Ebro, Segre en Cinca domineert, gelegen in de gelijknamige stad in Aragón (Spanje). Het werd gebouwd door de familie Moncada, heren van de baronie van Mequinenza. Het dateert uit de 14e en 15e eeuw, hoewel het in 1959 aanzienlijk werd hervormd door de architect Adolf Florensa. Het geeft het grenspunt aan tussen Aragón en Catalonië, en tussen de provincies Zaragoza en Lleida. Ondanks het feit dat het momenteel een privé-eigendom is dat toebehoort aan de ENDESA Foundation, staat het regime van bezoeken aan het kasteel toe dat het op dinsdagochtend niet werkt. Om dit te doen, moet men contact opnemen met het VVV-kantoor van de gemeenteraad van Mequinenza. 

## Geschiedenis
Oorspronkelijk werd het kasteel geïdentificeerd met het moslimfort dat door de Arabische kroniekschrijver Edridi werd beschreven met de naam Miknasa, die zei dat het "klein, sterk ogend en gelegen aan de grens van Andalusië" was.
Alfons II van Aragón stond de stad Mequinenza en het kasteel in 1192 af aan Armengol VII van Urgel. In de 13e eeuw ging het over naar het domein van de familie Moncadas, die in 1581 de titel van markies van Aytona kreeg en in 1722, als gevolg van het uitsterven van zijn directe lijn, zijn domeinen vielen op het hertogdom Medinaceli. 
Tijdens de Catalaanse opstand tegen Filips IV was het een fort in de frontlinie waar het koninklijke leger, verslagen door de Frans-Catalaanse Charcot (1644), zijn toevlucht kon zoeken. Tijdens de Spaanse Onafhankelijkheidsoorlog werd het kasteel gedurende 1808 en 1809 aangevallen door Franse troepen en capituleerde het na een lange strijd in 1810 voor generaal Suchet. 
De naam Mequinenza komt voor op de Arc de Triomphe op Plaça L'Etoile en staat tussen de namen van de bolwerken: Napels, Plaisance, Madrid en Mequinenza. In 1816 nam koning Ferdinand VII Mequinenza en zijn kasteel opnieuw op als militaire kazerne. Na de burgeroorlog, in 1939, bleef het kasteel zonder garnizoen achter en werd het verlaten. Het is momenteel eigendom van de Endesa Foundation en is alleen op dinsdag te bezoeken na het gemeentehuis te hebben gebeld. Het is in zeer goede staat.

## Omschrijving

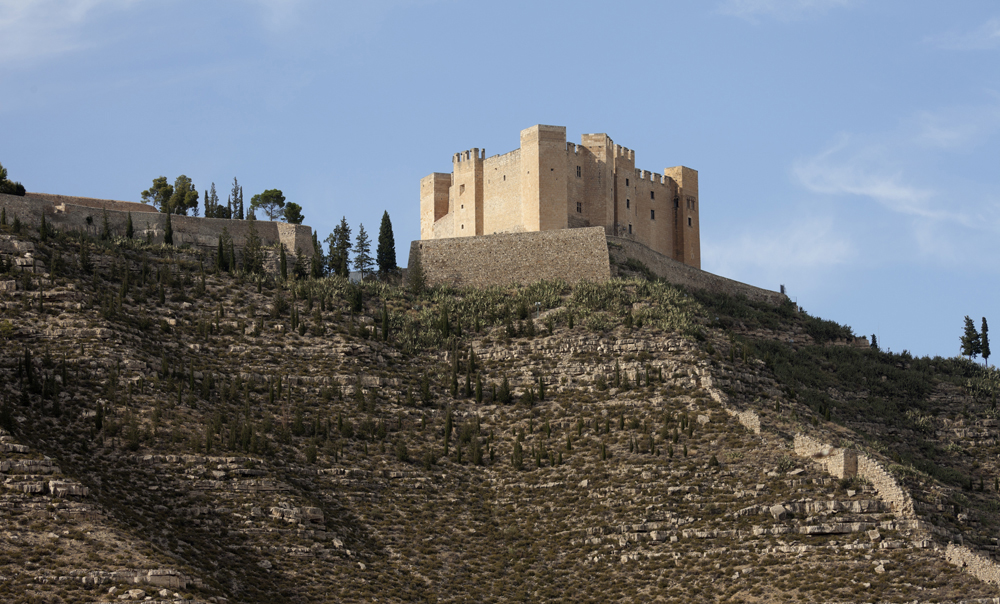
Kasteel van Mequinenza.

Gotische burcht uit de late veertiende en vroege vijftiende eeuw, hoewel in gebruik tot de eerste helft van de twintigste eeuw, voldoen de buitenste vestingwerken aan de kenmerken van moderne militaire architectuur.

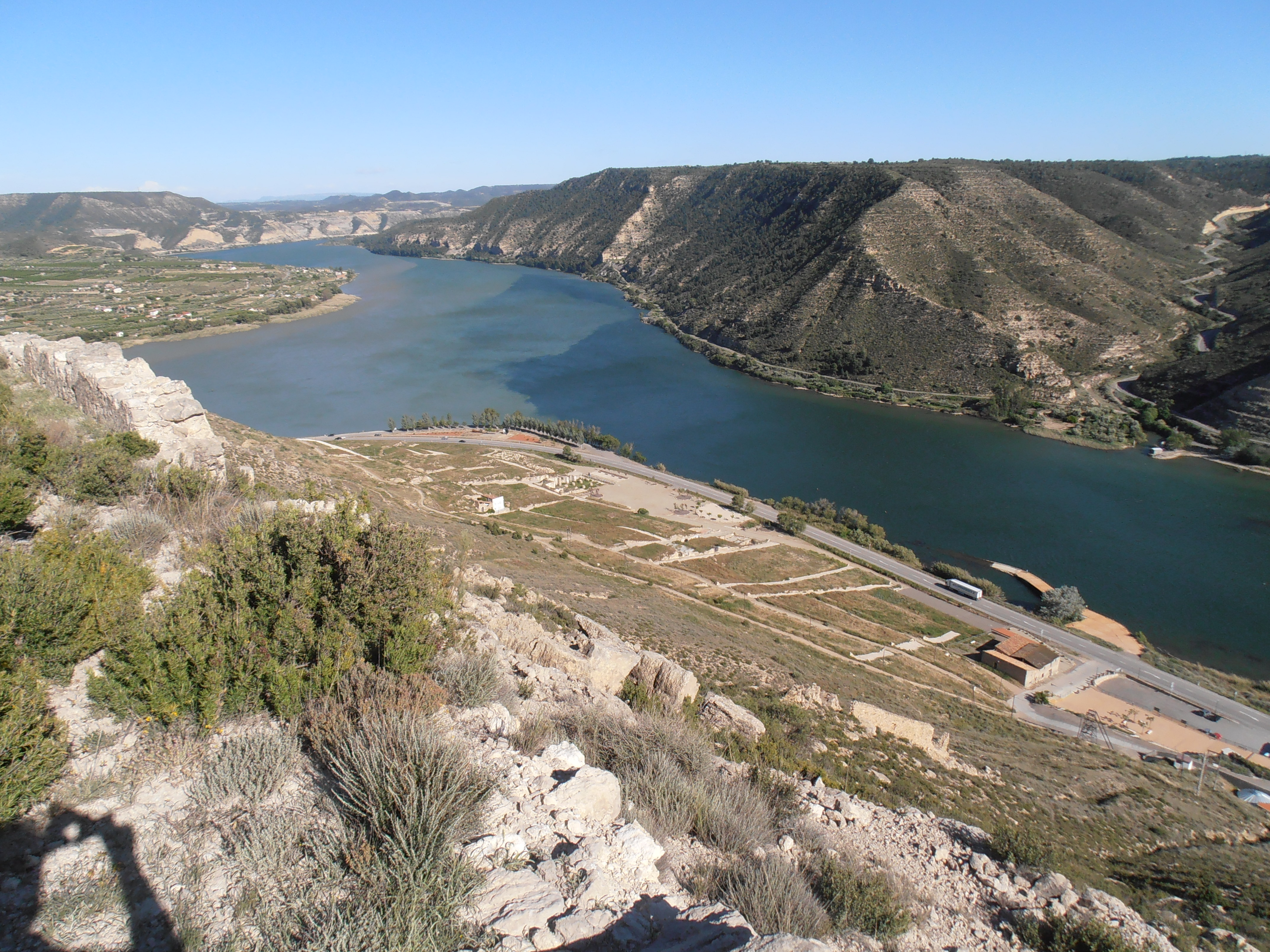
Uitzicht op de samenvloeiing van de Ebro, Segre en Cinca rivieren vanaf het kasteel van Mequinenza.

Tot de komst van de moderne tijd vormden de stad en het kasteel van Mequinenza een uniek complex. De kasteelmuren waren niet beperkt tot het omschrijven of beschermen van de militaire constructies op de steile top, maar, zoals Quadrado aangaf, "de muren van zijn massa ontkoppelen en dalen af naar de Ebro om de bevolking comfortabel te omhelzen." 
In die tijd is het mogelijk om te denken dat de bevolking zich tussen muren bevond en na het verdwijnen ervan groeide en breidde ze zich altijd aanzienlijk uit aan de oevers van de Ebro. Door de strijd die het kasteel en de bevolking voortdurend moesten ondergaan, konden ze zichzelf niet uitbreiden en verfraaien, zowel als slachtoffer van branden en plunderingen, tijdens de Saraceense invasies, tijdens de middeleeuwse strijd en tijdens de Franse belegering in de Onafhankelijkheidsoorlog.
Het kasteelpaleis heeft een onregelmatige vierhoekige vorm, met zes rechthoekige torens en een zevende die vijfhoekig is, wat het resultaat is van een hervorming in de 17e eeuw. Twee van de torens bewaken de ingang. 
Het kasteel is gelegen op een uitloper met een hoogte van 185 m met uitzicht op de samenvloeiing van de rivieren Segre, Cinca en Ebro. Het wordt aan de zuidkant beschermd door een steile helling waarin de overblijfselen van een muur die naar de rivier gericht afdaalt zichtbaar zijn en aan de noordkant komt de bescherming van een kunstmatige gracht.
Toegang tot het kasteel is via de zuidflank, via een deur met een halfronde boog die wordt beschermd door twee torens. Op de deur is het wapen van Moncada bewaard gebleven. Het interieur is georganiseerd rond een open patio waarop de afhankelijkheden zijn gearticuleerd en met een regenbak die in de rots is gegraven. In het zuiden heeft het drie spitsbogen en in de noordvleugel behoudt het een trap die naar de tweede verdieping leidt, waar de wapenkamer is bedekt met een spits tongewelf. In de westelijke vleugel bevindt zich de grote kamer, die de enorme diafragma-bogen bewaart die het balkenplafond ondersteunden, de plaats waar de oude kapel was gevestigd.

## De herovering
In het jaar 1133 werd de stad, in handen van de Arabieren, veroverd door koning Alfons I van Aragón. Opnieuw heroverd door de Saracenen werd ze definitief veroverd door Ramon Berenguer IV in 1185. 
Alfons II van Aragón, toen hij trouwde met Dona Sancha, gaf de stad Mequinenza als een onderpand van zijn koninklijke achting. Later, in 1192, gaf dezelfde koning het aan Armengol, graaf van Urgel. Van het domein van de graven van Urgel gingen het kasteel en de stad Mequinenza over op dat van Ramón Guillén de Moncada en door erfelijke opvolging ging het over naar de markies van Aytona en later naar de hertogen van Medinaceli.

## Gevangenis van de prins van Salerno
Het kasteel van Mequinenza was in 1288 het herenhuis van Karel II van Anjou, prins van Salerno, zoon van Karel I van Anjou, koning van Napels en Sicilië, gegijzeld door Alfons III aan zijn baronnen.
Alfons III nam de eerder genoemde prins van Salerno gevangen toen zijn vader de Kroon van Sicilië voor hem betwistte, nadat hij ervan was ontdaan op de beroemde Siciliaanse Vespers en dat koninkrijk aan het huis Aragon toeschreef. Alfons sloot die gevangene op, aanvankelijk in het kasteel van Monclús, maar toen hij zag hoe weinig veiligheid het bood vanwege de nabijheid van Frankrijk, bracht hij hem naar het kasteel van Mequinenza totdat hij in 1288 werd vrijgelaten in overeenstemming met het Canfranc-verdrag. 
Een van de gestelde voorwaarden was dat de Provence onder de vazal van Alfonso III zou vallen als Karel van Anjou niet zou naleven wat hij moest doen. Fray Miguel de Salas wees op het belang van het kasteel van Mequinenza, aangezien "zo'n grote prins geen paleis zou krijgen dat niet in verhouding stond tot de grootsheid en soevereiniteit van zijn persoon".

## Belegering van Mequinenza tijdens de Onafhankelijkheidsoorlog
Het kasteel van Mequinenza leed aan het begin van de 19e eeuw verschillende aanvallen met de Onafhankelijkheidsoorlog en de napoleontische invasie. Madoz benadrukt in die tijd dat de bevolking 'hele bedrijven met hun jeugd vormde die werden gevonden op de gedenkwaardige locaties van Zaragoza'. 
De Fransen wilden, na Lerida ingenomen te hebben, hetzelfde doen met Mequinenza, naar wiens bezit ze verlangden, gezien het de "strategische sleutel van de Ebro " was en zich op een dominante hoogte boven de monding van de drie rivieren bevond. Maarschalk Suchet, die het bevel voerde over dat gebied, vertrouwde generaal Musnier die missie toe. Maar Mequinenza en zijn kasteel verzetten zich heldhaftig tijdens drie aanvallen van het Franse leger in 1808. De aanval werd in juni 1809 hervat met een Franse nederlaag. Musnier, die zag dat de operatie erg moeilijk was vanwege de strategische verdedigingssituatie van het kasteel, besloot dat hij een pad zou openen vanuit Torrente de Cinca dat naar het westen van Mequinenza zou leiden om zijn mannen en zijn artillerie naar het kasteel te brengen. De zware operatie werd gelanceerd op 15 mei 1810 en duurde tot 1 juni, toen de Fransen de belangrijkste posities innamen aan de oevers van de Ebro en de Segre.
Het kasteel werd op dat moment verdedigd door 1.200 man onder leiding van kolonel Carbón. In de nacht van 2 op 3 juni werd de bres geopend en in de nacht van 4 op 5 juni slaagde het Franse leger erin het dorp binnen te dringen en vele huizen te plunderen en in brand te steken. Drie dagen later, toen de belangrijkste verdedigingswerken van het kasteel waren verwoest en zonder enige beschutting, gaf het Spaanse garnizoen zich over als krijgsgevangene. De verovering van het kasteel van Mequinenza was een van de grote overwinningen in de Ebro-vallei, dus vanwege het grote belang ervan besloten ze om het in te schrijven in de Arc de Triomphe in Parijs, direct onder de naam Madrid.

## Het kasteel van Mequinenza in de 19e eeuw

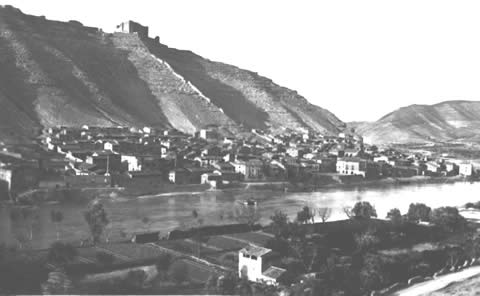
Oude stad Mequinenza aan de oevers van de Ebro

Het fort bleef zijn diensten later tot voor kort verlenen. Na de Franse overgave behield het een garnizoen in de 19e eeuw en werd het getroffen door nieuwe politieke en militaire wisselvalligheden die plaatsvonden in de geschiedenis van Spanje en vooral tijdens de Carlistenoorlogen. Het had zijn positie als woonpaleis voor de Moncada en Markiezen van Aytona al verloren en zijn afhankelijkheden waren aangepast aan de behoeften van de oorlog, waaronder nieuwe slaapkamers, de residentie van de gouverneur, artillerievoorraden, vestingwerken, kerkers, slaapzalen. kanonniers, broodoven, begraafplaats of diverse tijdschriften.
In 1816 is er bewijs van een RO uitgegeven door koning Ferdinand VII gedateerd 31 mei 1816 waarin staat dat de stad Mequinenza de koning vraagt om het onder zijn koninklijk bewind te plaatsen. Op 10 januari 1819 ging de magistraat van de stad Fraga naar de huizen van de gemeenteraad en zijn kapittelzaal om het koninklijk besluit af te dwingen waardoor de stad en het plein in de koninklijke kroon werden opgenomen. De hertog van Medinaceli, de vorige eigenaar, eiste van de kroon verschillende vergoedingen, zoals het bezit van een bakoven voor brood, verschillende weilanden, treudos, rechten op het delen van fruit en tienden, waarbij hij opmerkte dat de heerschappij over Mequinenza en de Castillo behoorde alleen tot de Kroon. Het kasteel van Mequinenza was in aanzienlijke verlatenheid achtergelaten door het instorten van de daken en een deel van de muren.